# 滿壘
満壘（英語：bases loaded），是棒球或壘球中，除了本壘以外其他的壘上都有跑者。

## 滿壘與戰術

### 滿壘時的戰術
一般認為滿壘時得分的機會很大所以對攻擊方來說很有利，但是，因為在同一個壘上不能有兩名跑者，若是打出的球落在界內時，所有的跑者會喪失壘的占有權，務必一定要往下個壘包推進。因此守備側可以往任意一個壘包傳球以造成出局或防止對方得分，因此某些情況下對於守備方也是有利的局面。另外，要使強迫取分戰術成功的難度也會提高。
雖然說也有3個跑者同時嘗試盜壘的「三重盜」（Triple Steal）戰術，但是其難度不下於三壘跑者盜本壘。

### 故意滿壘
因為滿壘對於守備方有著上述的好處，當三壘有跑者的情況下（三壘、二・三壘、或是一・三壘）、有時會故意造成滿壘。此種戰術稱為故意滿壘，特別是常見於再失1分就輸球（再見安打）的場面中。執行此戰術時，只要打成内野滾地球，就能用較簡單的封殺方式來阻止跑者搶分，還可能造成雙殺或三殺。但要是被打出長打，就可能會失三分，可說是教練的賭注。投手可用故意四壞球或是對打者投出四壞球，使其變成滿壘的型態。在日本職棒1979年總冠軍賽第七戰著名的『江夏21球』中也可看到。故意滿壘時，內野守備會縮小，或者會把外野手其中一人調到內野形成防守佈陣，以應付守備方所期待的滾地球。

## 滿壘全壘打
當滿壘時打者擊出全壘打可一次得到4分。稱為滿壘全壘打（Grand Slam），是全壘打之中最華麗，也是最高評價的。

## 擠回一分
當滿壘時出現四壞球，含打者的全部跑者都獲得一個安全進壘權。因為三壘跑者可以進到本壘所以是攻擊方得到1分。稱為「擠回一分」。而該名打者也獲得1打點。

## 其他
- 在滿壘時常常擊出適時安打的選手一般稱為「滿壘男」。如日本職棒駒田德廣、藤井康雄、坂口智隆等。也有所謂的「滿壘打擊率」來表示選手在滿壘時的優良表現。
- 滿壘時將3名跑者全部送回本壘的適時安打也稱為「清壘打」。
- 滿壘未能得分，稱為「留下滿壘殘壘」，在台灣又戲稱為「『滿壘計』中計」。